# Schwarz-Pappeln Laubegaster Ufer 1

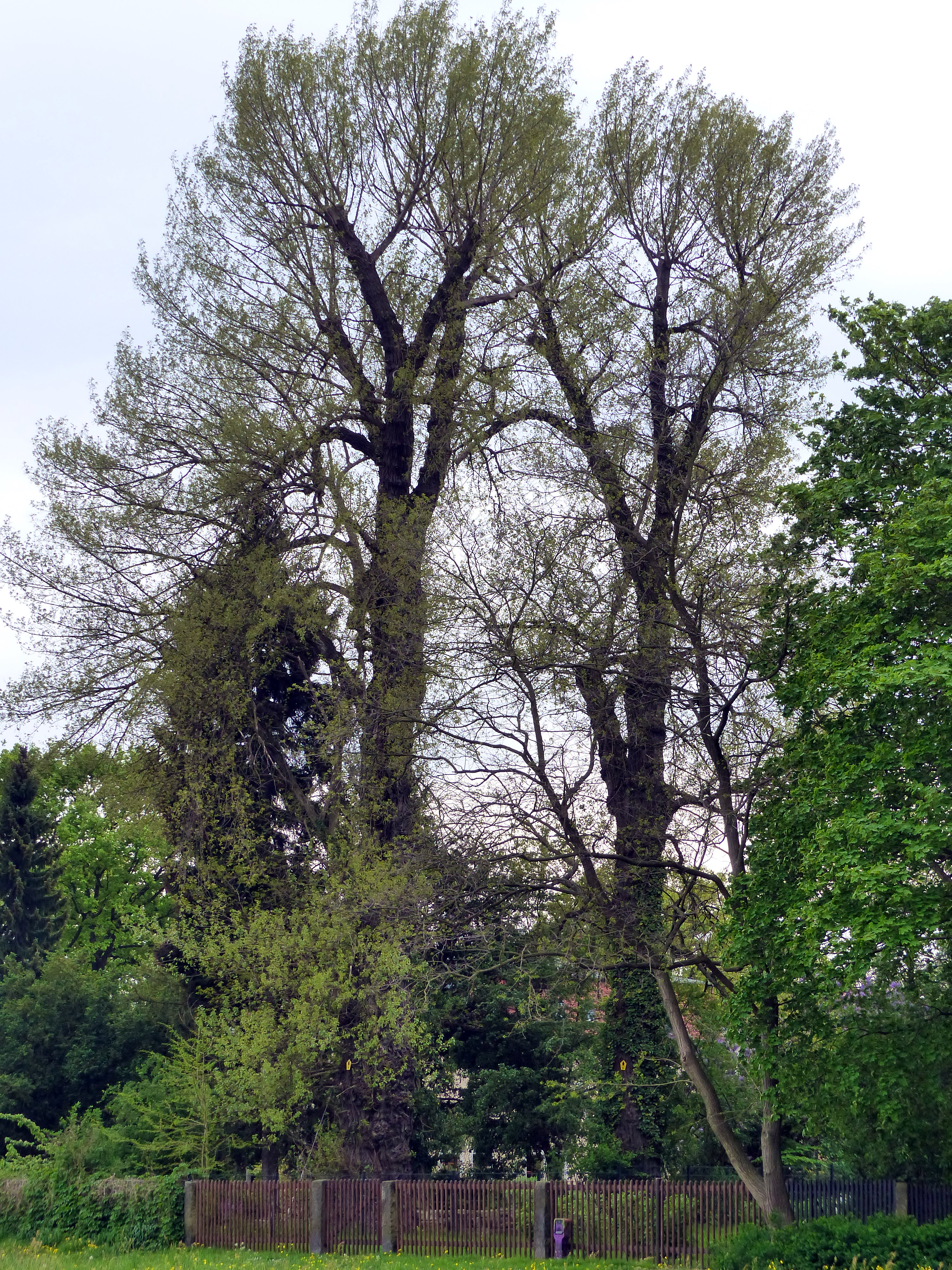
Schwarz-Pappeln, Mai 2015
Foto: Dr. Bernd Gross

Die Schwarz-Pappeln Laubegaster Ufer 1 sind zwei als Naturdenkmal (ND 136) ausgewiesene Schwarz-Pappeln (Populus nigra) im Dresdner Stadtteil Laubegast. Die Stammumfänge dieser Exemplare der in Sachsen vom Aussterben bedrohten Art haben 4 Meter erreicht. Sie sind, noch vor der Schwarz-Pappel am Lockwitzbach, „die ältesten und größten bekannten Exemplare dieser Art im Stadtgebiet von Dresden.“

## Geographie

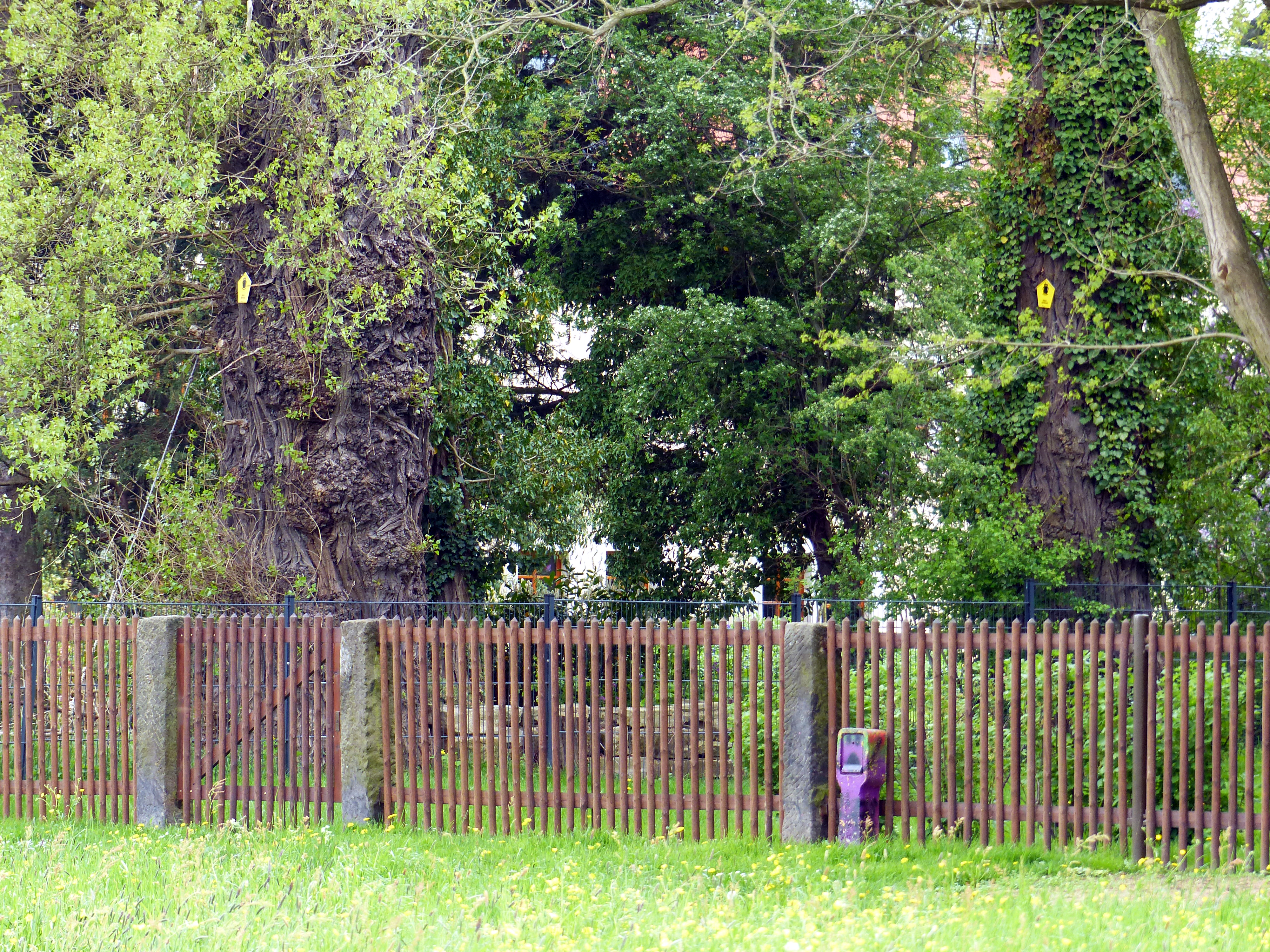
Die Schwarz-Pappeln mit den Naturschutz-Eulen

Die Bäume stehen in Laubegast relativ elbnah am Laubegaster Ufer 1 an der nördlichen Grundstücksecke zu den Elbwiesen, nordöstlich des Wohnhauses.

## Geschichte
Aufgrund der Gefährdung der Schwarz-Pappel in Sachsen gehörten diese beiden Exemplare Anfang der 2010er zu den „39 besonders wertvolle[n] Bäume[n] an 29 Standorten“, die die Landeshauptstadt Dresden als untere Naturschutzbehörde als Naturdenkmale auszuweisen beabsichtigte. Die Festsetzung als Naturdenkmal erfolgte im Januar 2015 mittels einer Verordnung. In Laubegast ist zeitgleich zu diesen beiden Schwarz-Pappeln die etwa einen Kilometer entfernte Schwarz-Kiefer Laubegaster Ufer 39 unter Schutz gestellt worden. Bereits seit 1999 ist die etwa mittig zwischen diesen beiden Naturdenkmalen stehende Winter-Linde Laubegaster Ufer als Naturdenkmal geschützt.
Der Schutzbereich rings um die beiden Pappeln erstreckt sich unter der gesamten Krone zuzüglich fünf Metern, mindestens jedoch 11 Meter von der Mitte des jeweiligen Stamms.